# Il vetturino notturno
Il vetturino notturno (Ночной извозчик, Nočnoj izvozčik) è un film del 1929 diretto da Georgij Nikolaevič Tasin.

## Trama
Gordej Jaroščuk, da trent'anni attivo come vetturino notturno a Odessa, è uso offrire i propri servigi – sulla sua carrozza trainata dal cavallo - all'uscita da intrattenimenti mondani frequentati dalla gente più in vista della città. Egli vive con l'adorata figlia Katja, impiegata in una tipografia: un giorno la trova in compagnia del giovane Boris, noto bolscevico. In un periodo – durante la guerra civile russa - in cui l'Ucraina, ed in essa la città di Odessa, sembrava destinata ad essere governata dai Bianchi, Gordej non poteva vedere di buon occhio la loro relazione.
Tanto meno quando egli scopre, in maniera casuale, che Katja non è più dipendente della tipografia, e gli ha mentito a proposito per un intero mese. In effetti Katja e Boris sono impegnati in una stamperia clandestina che produce e diffonde pubblicazioni sovietiche proibite, contrarie al regime imperante al momento.
Il culmine viene raggiunto quando Gordej sorprende Boris annidarsi nel piano superiore del suo fienile. Quello era infatti i luogo prescelto dai "rossi" per mettere in salvo alcuni materiali della stamperia – nella quale si attendeva da un momento all'altro l'irruzione dei Bianchi -, quali strumenti tecnici, caratteri tipografici, e fogli stampati. Gordej denuncia Boris presso un ufficiale dell'Armata Bianca che diverse volte in precedenza egli aveva trasportato in carrozza: l'ufficiale interviene, e, in assenza di Boris, scova nel fienile Katja, in possesso di materiale compromettente, e la arresta.
È Gordej stesso, con la sua carrozza, a venire assoldato per condurre la figlia presso gli organi di polizia competenti. Ma, invece, l'ufficiale "controrivoluzionario" ordina di dirigersi verso l'obitorio. Giuntivi, Katja viene brutalmente assassinata. Il cadavere viene raccolto dagli addetti.
Gordej è, naturalmente, sconvolto. La mattina dopo, per la prima volta in trent'anni di attività, egli esce con la carrozza in pieno giorno. L'Armata Bianca effettua una retata, Boris viene arrestato; Gordej, che si trovava a passare di lì, è incaricato di condurlo via. Il solito ufficiale scorta Boris sulla carrozza di Gordej, e, al solito, vuole condurre la carovana verso l'obitorio. Gordej disobbedisce, e incita Boris a saltar giù dal convoglio prima di dirigersi con esso verso la discesa di una ripida scalinata, dove la carrozza tracolla e si sfracella. L'ufficiale e (ahimè) il cavallo trovano la morte. Gordej sopravvive.

## Produzione
Le riprese sono state effettuate ad Odessa, in Ucraina; gli interni sono stati girati presso gli studi della Ukrainfilìm.
Nel 1936 è stata realizzata una versione sonora del film.
Il vetturino notturno è stato fatto oggetto di un restauro digitale nel 2011 ad opera del Centro Nazionale Oleksandr Dovženko su mandato dell'Agenzia cinematografica statale dell'Ucraina.

## Distribuzione
Dopo un'anteprima a Kiev l'8 aprile 1929, il film è uscito nelle sale cinematografiche sovietiche il 18 giugno dello stesso anno. La versione sonora è uscita in Unione Sovietica il 7 ottobre 1936.
In tempi recenti il film è stato presentato alle Giornate del cinema muto di Pordenone, organizzate dalla Cineteca del Friuli nel 2013.

## Accoglienza
"Il vetturino notturno scatenò una vera e propria “guerra all’introspezione psicologica” nel cinema sovietico. Su iniziativa dei critici impegnati della partitocrazia, e col sostegno dei registi d’avanguardia che accusavano il film di essere “borghese” e “individualista”, furono organizzate delle dimostrazioni “anti-psicologiche” in alcuni impianti industriali, con gli operai che declamavano slogan come “Siamo stanchi della recitazione psicologica di Bučma”, pretendendo che si ponesse un freno alla produzione di film imperniati “sull’individualismo piccolo borghese"."